# Max Seckelsohn

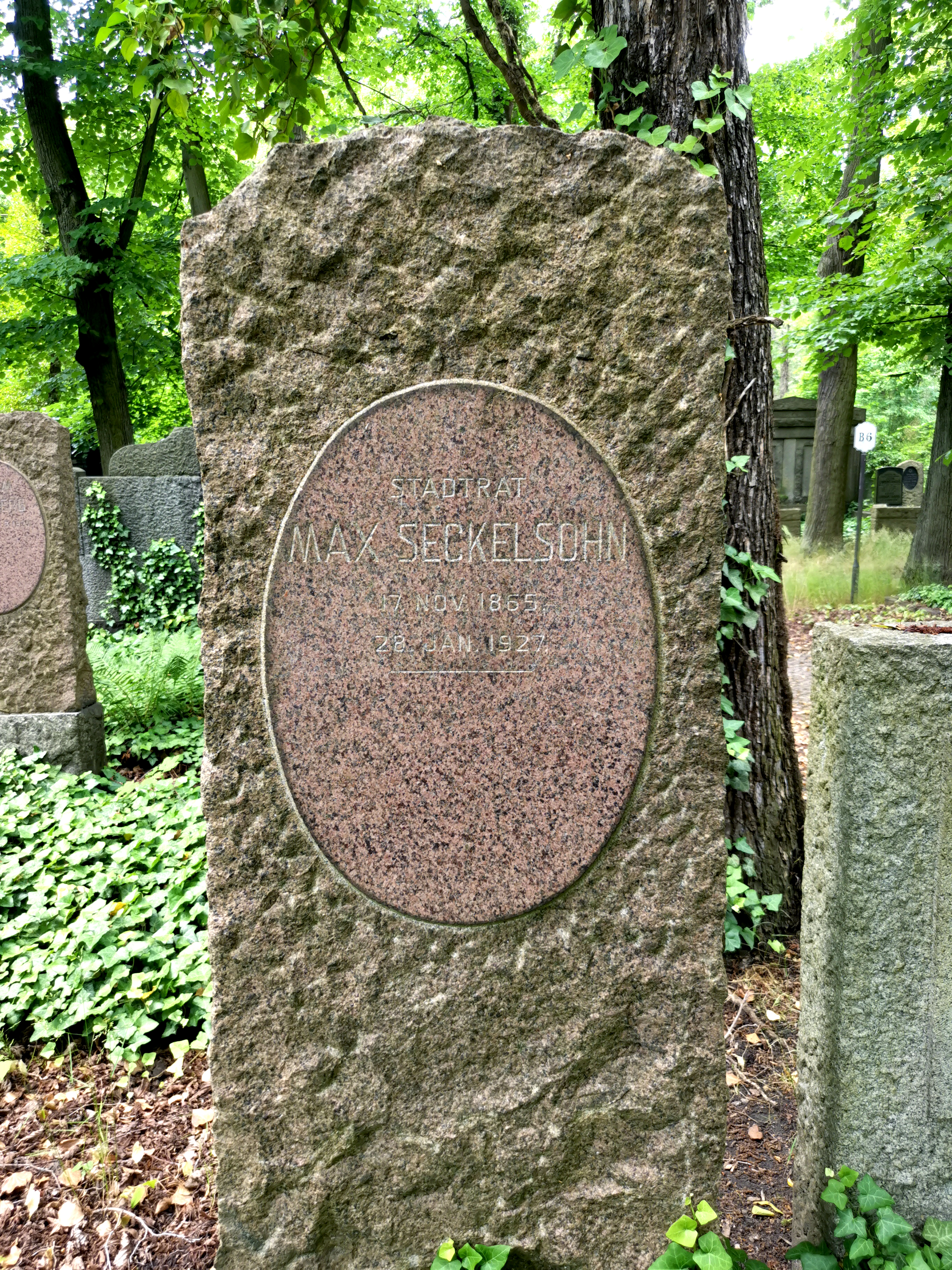
Grabstätte auf dem Jüdischen Friedhof Berlin-Weißensee, Feld P 4

Max Seckelsohn (* 17. November 1865 in Berlin; † 28. Januar 1927 ebenda) war ein deutscher Kaufmann, unbesoldeter Stadtrat und Unternehmer, der als Filmproduzent beim deutschen Stummfilm hervortrat.

## Leben und Wirken
Der Sohn des Kaufmanns Leopold Moses Seckelsohn (1826–1907) ergriff nach dem Abitur in seiner Heimatstadt Berlin ebenfalls den Kaufmannsberuf. Im Jahr 1900 stieg er in das väterliche Textil-Großhandelsunternehmen L. M. Seckelsohn oHG ein. 1913 nahm Max Seckelsohn eine berufliche Neuorientierung vor und wechselte in die zukunftsträchtige Filmwirtschaft. Im April 1914 wurde er an der Seite von Adolph Eugen Gottschalt Geschäftsführer des Filmvertriebs A. E. Gottschalt GmbH. Im Dezember des gleichen Jahres übernahm Seckelson vom Düsseldorfer Produzenten Ludwig Gottschalk die Geschäftsführung von dessen mittlerweile in Berlin ansässiger Düsseldorfer Film-Manufactur Ludwig Gottschalk GmbH und benannte im Oktober 1915 das Unternehmen in Berliner Film-Manufaktur GmbH um. Bis ins letzte Kriegsjahr 1918 blieb Seckelsohn Miteigentümer. In dieser Zeit gehörten Friedrich Zelnik, Mady Christians und Lya Mara zu seinen wichtigsten Schauspielern.
Nach Kriegsende gründete er die Berliner Hermes-Film GmbH mit Sitz im Haus Friedrichstraße 250, mit der Seckelsohn bis zu seinem Tod Anfang 1927 Filme herstellte. Danach wurde die Gesellschaft aufgelöst. In dieser Zeit waren vor allem die Schauspielerin Grete Reinwald und die Regisseure Alfred Halm und Fred Sauer seine wichtigsten Zugpferde. In den 13 Jahren seiner Produzententätigkeit ließ Max Seckelsohn, der mit seiner Produktionspalette eine „Verbindung von Film mit Literatur und Kunst“ anstrebte, gut 50 Filme herstellen, darunter jedoch kaum einen von filmhistorischer Bedeutung. Seckelsohn, dessen Grab samt Grabstein noch existiert, war seit 1902 mit Marie Seckelsohn geborene Janner verheiratet.

## Filmografie
- 1915: Ein Gruß aus der Tiefe
- 1916: Das goldene Friedelchen
- 1916: Der schwarze Pierrot
- 1916: Jenseits der Hürde
- 1916: Spiel im Spiel
- 1916: Fräulein Wildfang
- 1916: Am Amboß des Glücks
- 1916: Ein Zirkusmädel
- 1917: Lori & Co.
- 1917: Das Edelfräulein
- 1917: Das verlorene Paradies
- 1917: Edelweiß
- 1917: Klein Doortje
- 1917: Ihr Sohn
- 1917: Durchlaucht Hypochonder
- 1917: Die Gräfin von Navarra
- 1918: Halkas Gelöbnis
- 1918: Frau Marias Erlebnis
- 1918: Die Rothenburger
- 1918: Am Scheidewege
- 1918: Graf Michael
- 1921: Das zweite Leben
- 1921: Die kleine Dagmar
- 1922: Jugend
- 1922: Das Weib auf dem Panther
- 1923: Time Is Money
- 1923: Das kalte Herz
- 1926: Die Frau in Gold
- 1927: Die Hochstaplerin